# Berenice (filha de Agripa I)
Berenice, ou, segundo algumas versões, Bernice, também chamada Júlia Berenice (c. 28 — depois de 81 ) foi uma filha de Herodes Agripa I e irmã de Drusila, foi casada com seu tio Herodes de Cálcis e, após sua morte, foi viver com seu irmão Herodes Agripa II, com quem suspeitava-se que vivia incestuosamente.

## Família
Ela era filha de Herodes Agripa I e Cipros; o casal teve três filhas e um (ou dois) filhos, Berenice, Mariane, Drusila, Agripa II e Druso, que morreu antes de chegar à puberdade.
Seu pai, Herodes Agripa I, era filho de Aristóbulo IV e Berenice. Aristóbulo IV era filho de Herodes, o Grande e Mariane, a neta de Hircano, e Berenice era sobrinha de Herodes, por ser filha de Costóbaro e Salomé, irmã de Herodes.
Sua mãe, Cipros, era filha de Fasael e Salimpsio. Fasael era sobrinho de Herodes e seu pai, irmão de Herodes, se chamava Fasael. Salimpsio era filha de Herodes e Mariane, neta de Hircano.

## Casamentos
Entre cerca de 41 e 44, ela foi casada com Marco Júlio Alexandre, irmão de Tibério Júlio Alexandre.
Ela se casou com seu tio, Herodes; por ser irmão e genro de Herodes Agripa I, Herodes recebeu de Cláudio o reino de Cálcis.
Herodes de Cálcis, que morreu depois de Agripa, deixou dois filhos de Berenice, Bereniciano e Hircano; ele tinha um filho, Aristóbulo, de um casamento anterior, com Mariane, cujos descendentes reinaram na Arménia.
Após os rumores de que havia se tornado amante de seu irmão Agripa II, ela se casou brevemente com o rei Polemón II do Ponto, mas logo voltou para a corte do irmão.